# Xia-Dynastie

Gebiet der Xia-Dynastie

Die Xia-Dynastie (chinesisch 夏朝, Pinyin Xiàcháo, W.-G. Hsia-ch'ao) ist gemäß späterer Überlieferung die erste Dynastie in der chinesischen Geschichte. Sie existierte, je nach angenommener Chronologie, möglicherweise zwischen ca. 2200 und ca. 1800 v. Chr., oder zwischen 2000 und 1600 v. Chr. Überliefert sind insgesamt Namen von 17 Königen aus 13 Generationen. Der in ihrer Existenz umstrittenen Xia-Dynastie folgte die Shang-Dynastie, für welche es auch schriftliche Belege aus archäologischen Funden gibt.

## Forschungsgeschichte
Die tatsächliche Existenz einer staatlichen Zentralgewalt unter der Xia-Dynastie (gelegentlich auch Hsia-Dynastie geschrieben) wird bis heute von vielen, vor allem westlichen Historikern bezweifelt. Sie kritisieren dabei vor allem das Fehlen überzeugender zeitgenössischer Artefakte, während die ersten schriftlichen Berichte über die Xia-Dynastie erst im zeitlichen Abstand von über 1000 Jahren nach dem Zeitgeschehen vorliegen, so dass man zwischen Sagen und Realität kaum unterscheiden kann.
Viele chinesische Historiker und Archäologen gehen jedoch davon aus, dass die historische Aufzeichnung im Kern die Realität darstellt. Vor allem werden reiche Siedlungsreste aus der frühen Bronzezeit in der Nähe von Anyang in der Provinz Henan, die 1928 entdeckt wurden, als eine Hauptstadt der Xia interpretiert. Einheimische Forscher sehen diese Dynastie daher in der Erlitou-Kultur angesiedelt. Vor allem in den 1960er und 1970er Jahren wurden in dem Bereich, der historischen Überlieferungen nach zum Herrschaftsgebiet der Xia zählen soll, mehrere bronzezeitliche Siedlungen und Gräber entdeckt und ausgegraben, die auf die Existenz eines einheitlichen Staates hindeuten. Da von der Xia-Zeit keine schriftlichen Dokumente hinterlassen worden sind, blieb die Interpretation der Ausgrabungen in Hinsicht auf die Existenz einer Zentralregierung schwierig.

### Flutmythos
Neuere Forschungen haben sich mit dem Flutmythos beschäftigt, in der sich der Held Yu hervorgetan haben soll, wodurch er zum Herrscher erwählt wurde. Es handele sich nach der Rekonstruktion des Ereignisses um die größte Süßwasser-Flut, die je dokumentiert wurde.
Nach Ansicht der Forscher gab es um ca. 1922 ± 28 v. Chr. ein Erdbeben, das vom östlichen Tibet-Plateau ausging und eine Landrutschung in der Jishi-Schlucht in der Provinz Qinghai verursachte, bei der 40–80 Millionen m³ Gestein abrutschte und eine große Flut verursachte, wodurch die Qijia-Kultur am oberen Gelben Fluss zerstört wurde. Die Lajia-Fundstelle dokumentiert diese Zerstörung.
Gleichzeitig lassen sich mehrere Dämme am mittleren Gelben Fluss nachweisen, die Strukturen der Erlitou-Kultur schützten und den Fluss bändigten. Ein derartiges Bauprogramm weist auf eine zentrale Organisation hin. Somit kamen die Forscher um David J. Cohen zu dem Schluss, dass die frühe Erlitou-Kultur (datiert auf den Zeitraum 1900 bis 1500 v. Chr.) tatsächlich die Xia-Dynastie des ersten Herrschers Yu darstelle, der um 1920 v. Chr. den dynastischen Grundstein des frühen China gelegt haben soll.

## Territorium
Nach der Beschreibung in antiken Texten reichte das Territorium der Xia nach Osten bis zu den Grenzen zwischen den heutigen Provinzen Henan, Hebei und Shandong, nach Süden bis Hubei, nach Westen bis zum südlichen Teil von Henan und nach Norden bis Hebei. Es konzentrierte sich im mittleren Lauf des Gelben Flusses und reichte teilweise bis zum Jangtsekiang. Ihre Hauptstadt wurde mehrfach verlegt, wobei mindestens eine der beschriebenen Stellen in der Nähe der Stadt Anyang in der Provinz Henan als eine relativ große, zeitgenössische Siedlung angesehen werden kann.

## Gesellschaft
Vermutlich handelt es sich bei der Xia-Dynastie um einen Stammesverband unter Führung eines Königshauses. So befand sich die Gesellschaftsentwicklung zwischen frühem lockerem Stammesverband mit wechselndem Führer und späterem zentralistischen Staat.
Über das Leben, die Organisation, den Tageslauf der Menschen jener Zeit ist bislang nichts bekannt. Die antiken Textüberlieferungen begrenzen sich auf Aufzählungen der Ereignisse im Königshaus. Die Auswertungen der Ausgrabungen sind noch nicht besonders weit fortgeschritten.

## Technologie

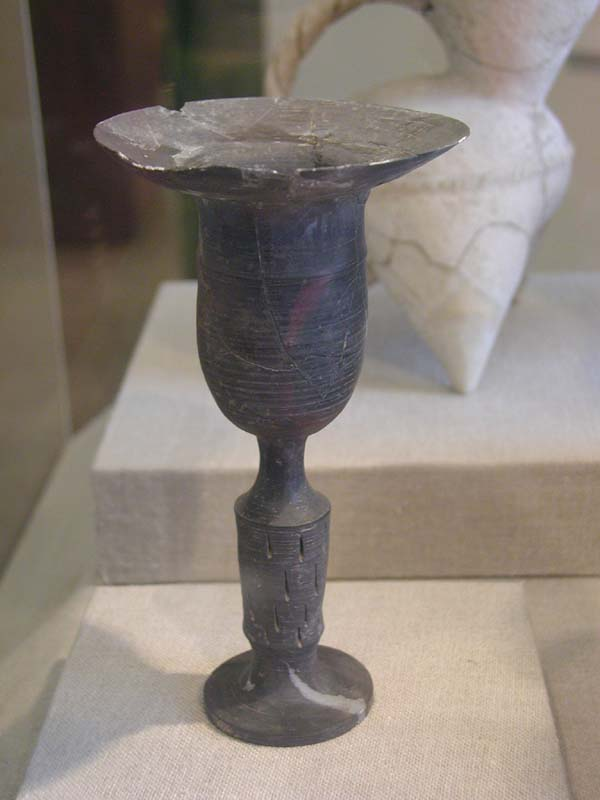
Eierschalenkeramik-Pokal aus der Longshan-Kultur, 1976 in der Chengziya-Stätte in Shandong entdeckt

Landwirtschaft wurde zur Xia-Zeit bereits intensiv betrieben. Der Sage nach wurden zu dieser Zeit auch alkoholische Getränke gebraut. Um die Produktion der Landwirtschaft zu steigern, wurden die ersten Kalender angefertigt. In antiken Texten wurde der Ursprung des traditionellen chinesischen Kalenders auf das Kalenderwesen der Xia-Zeit zurückgeführt.
Ebenfalls betrieben wurde Viehwirtschaft. Angeblich wurde Pferdezucht besondere Bedeutung beigemessen.
Es gab wahrscheinlich bereits ausdifferenzierte Handwerksberufe für die Ton- und Bronzebearbeitung.

## Geschichte
Der folgende Umriss der Ereignisse stammt wie oben erwähnt aus Dokumenten, die erst sehr viel später entstanden sind. Deren Genauigkeit und Wahrheitsgehalt sind kaum noch zu überprüfen.
Der Gründer der Xia-Dynastie war König Yu. Vor Yu wurde der Königstitel nicht dynastisch weitergereicht. Der neue König wurde vom alten König ernannt und von den Stämmen bestätigt. König Yu tat sich durch die Bekämpfung einer großen Überschwemmung hervor und erlangte so das Vertrauen des alten Königs Shun und der Stämme. Nach Yus Tod jedoch ließ sein Sohn Qǐ sich zum König ausrufen, der so das alte Empfehlungssystem außer Kraft setzte. Dies erregte den Widerstand unter den Stämmen, den Qǐ jedoch militärisch niederschlagen konnte. Danach ließ er die Stammesfürsten versammeln, um sein neues dynastisches System zu bestätigen.
Nach Qis Tod wurde sein Sohn Tài Kāng König. Da Tài Kāng ein sehr luxuriöses Leben führte und das Staatsgeschäft vernachlässigte, wurde ihm sein Königstitel von seinen fünf Brüdern streitig gemacht. Schließlich konnte sein Bruder Zhòng Kāng den Titel für sich gewinnen. (Es gibt auch Quellen, wonach Zhòng Kāng ein Sohn Tài Kāngs sei.) Der Bruderkampf hatte jedoch das Xia-Haus geschwächt, so dass Zhòng Kāngs Sohn Xiāng von einem Usurpator entmachtet werden konnte. Erst Xiāngs Sohn Shǎo Kāng konnte die Rebellion niederschlagen und die Dynastie wiederherstellen. Shǎo Kāngs Sohn Zhù konnte wieder erfolgreich und dauerhaft die Dynastie stärken. Am Ende der Dynastie jedoch, ab König Kǒng Jiǎ, wurde die Dynastie abermals von inneren Kämpfen geschwächt.
Der letzte Xia-König Jié wurde als besonders brutal beschrieben. Seine Gewaltherrschaft entzog der Xia-Dynastie jede Unterstützung aus der Bevölkerung und in den Stämmen, so dass der Führer Tāng des Stammes Shang in eine Rebellion ziehen konnte und so die Xia-Dynastie beendete. Bis heute gilt der Name Jie in China als Synonym für Gewaltherrschaft und Tyrannei.

## Herrscher der Xia-Dynastie
| Reihenfolge | Chinesischer Name | Pinyin     | Überlieferte Regierungszeit * | Anmerkungen |
| ----------- | ----------------- | ---------- | ----------------------------- | --- |
| 01          | 禹                | Yu         | 2205-2147                     | auch Xià Yǔ (夏禹) oder Dà Yǔ (大禹) genannt                                                                                |
| 02          | 啟                | Qǐ         | 2146-2117                     | Sohn des Yu |
| 03          | 太康              | Tài Kāng   | 2117-2088                     | Sohn des Qǐ |
| 04          | 仲康              | Zhòng Kāng | 2088-2075                     | Bruder oder Sohn des Tài Kāng                                                                                               |
| 05          | 相                | Xiāng      | 2075-2047                     | Sohn des Zhòng Kāng. Er und seine Vorfahren verspielten das Mandat des Himmels, sodass Han Zhuo die Macht ergreifen konnte. |
| 06          | 少康              | Shǎo Kāng  | 2007-1985                     | Auch Xià Shào Kāng (夏少康) genannt, Sohn des Xiāng. Besiegte Han Zhuo und stellte die Xia-Dynastie wieder her.             |
| 07          | 杼                | Zhù        | 1985-1968                     | Sohn des Shǎo Kāng |
| 08          | 槐                | Huái       | 1968-1924                     | Sohn des Zhù |
| 09          | 芒                | Máng       | 1924-1906                     | Sohn des Huái |
| 10          | 泄                | Xiè        | 1906-1890                     | Sohn des Máng |
| 11          | 不降              | Bù Jiàng   | 1890-1831                     | Sohn des Xiè |
| 12          | 扃                | Jiōng      | 1831-1810                     | Bruder des Bù Jiàng |
| 13          | 廑                | Jǐn        | 1810-1789                     | Sohn des Jiōng |
| 14          | 孔甲              | Kǒng Jiǎ   | 1789-1758                     | Sohn des Bù Jiàng und damit Vetter des Jǐn                                                                                  |
| 15          | 皋                | Gāo        | 1758-1747                     | Sohn des Kǒng Jiǎ |
| 16          | 發                | Fā         | 1747-1728                     | Sohn des Gāo |
| 17          | 桀                | Jié        | 1728-1675                     | Sohn des Fā, auch Xià Jié (夏桀) oder Lǚ Guǐ (履癸) genannt                                                                 |

* Die überlieferten Regierungszeiten stammen von antiken chinesischen Historikern und gelten als überholt, selbst für den Fall, dass es diese Herrscher tatsächlich gegeben haben sollte. Das moderne Chronologische Projekt Xia–Shang–Zhou setzte den Beginn der Xia-Dynastie auf ungefähr das Jahr 2070 v. Chr. fest, also mehr als ein Jahrhundert später. Diese und andere Festlegungen der Volksrepublik China sind in der internationalen Forschergemeinschaft jedoch umstritten.